# Mittelwertsatz der Integralrechnung
Der Mittelwertsatz der Integralrechnung (auch Cauchyscher Mittelwertsatz genannt) ist ein wichtiger Satz der Analysis. Er erlaubt es, Integrale abzuschätzen, ohne den tatsächlichen Wert auszurechnen, und liefert einen einfachen Beweis des Fundamentalsatzes der Analysis.

## Aussage

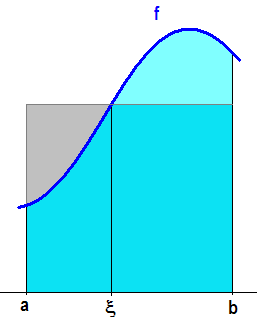
Zur geometrischen Deutung des Mittelwertsatzes für.

Hier wird das Riemann-Integral betrachtet. Die Aussage lautet:
Sei {\displaystyle f\colon [a,b]\to \mathbb {R} } eine stetige Funktion, sowie {\displaystyle g\colon [a,b]\to \mathbb {R} } integrierbar und entweder {\displaystyle g\geq 0} oder {\displaystyle g\leq 0} (d. h. ohne Vorzeichenwechsel). Dann existiert ein {\displaystyle \xi \in [a,b]}, so dass
{\displaystyle \int \limits _{a}^{b}{f(x)g(x)dx}=f(\xi )\int \limits _{a}^{b}{g(x)dx}}
gilt. Manche Autoren bezeichnen die obige Aussage als erweiterten Mittelwertsatz und die Aussage für {\displaystyle g=1} als Mittelwertsatz oder ersten Mittelwertsatz. Für {\displaystyle g=1} bekommt man den wichtigen Spezialfall:
{\displaystyle \int \limits _{a}^{b}{f(x)dx}=f(\xi )(b-a)},
der sich geometrisch leicht deuten lässt: Die Fläche unter der Kurve zwischen {\displaystyle a} und {\displaystyle b} ist gleich dem Inhalt eines Rechtecks mittlerer Höhe.

## Beweis
Sei {\displaystyle g(x)\geq 0} auf dem Intervall {\displaystyle [a,b]}. Der andere Fall kann durch Übergang zu {\displaystyle -g} auf diesen zurückgeführt werden.
Wegen Stetigkeit nimmt {\displaystyle f} in {\displaystyle [a,b]} nach dem Satz vom Minimum und Maximum ein Minimum {\displaystyle k} und ein Maximum {\displaystyle K} an. Mit {\displaystyle k\leq f(x)\leq K} und {\displaystyle g(x)\geq 0} ist
{\displaystyle kg(x)\leq f(x)g(x)\leq Kg(x)};
mit Monotonie und Linearität des Riemann-Integrals weiter
{\displaystyle k\cdot \int \limits _{a}^{b}{g(x)\,{\rm {d}}x}\leq \int \limits _{a}^{b}{f(x)g(x)\,{\rm {d}}x}\leq K\cdot \int \limits _{a}^{b}{g(x)\,{\rm {d}}x}}.
Mit {\displaystyle I:=\int \limits _{a}^{b}{g(x)\,{\rm {d}}x}} gilt somit
{\displaystyle k\cdot I\leq \int \limits _{a}^{b}{f(x)g(x)\,{\rm {d}}x}\leq K\cdot I} (1).
Es gilt nun folgende Fälle zu unterscheiden:
Fall I:  {\displaystyle I\neq 0}. - Dann hat die Behauptung die äquivalente Form
{\displaystyle f(\xi )={\frac {1}{I}}\cdot \int \limits _{a}^{b}{f(x)g(x)\,{\rm {d}}x}};
die rechte Seite dieser Gleichung ist eine Zahl, und zu zeigen ist, dass {\displaystyle f} für ein {\displaystyle \xi \in [a,b]} diese Zahl als Wert annimmt (2).
Wegen {\displaystyle g(x)\geq 0} ist {\displaystyle I>0}, und (1) hat nach Division durch {\displaystyle I} die Form
{\displaystyle k\leq {\frac {1}{I}}\cdot \int \limits _{a}^{b}{f(x)g(x)\,{\rm {d}}x}\leq K};
hieraus folgt (2) mit dem Zwischenwertsatz für stetige Funktionen, q. e. d.
Fall II:  {\displaystyle I=0}. - Dann folgt aus (1):
{\displaystyle \int \limits _{a}^{b}{f(x)g(x)\,{\rm {d}}x}=0},
und die Behauptung gewinnt die für jedes {\displaystyle \xi \in [a,b]} gültige Form
{\displaystyle f(\xi )\cdot 0=0}.

## Bedingung ang
Die Bedingung, dass {\displaystyle g\geq 0} oder {\displaystyle -g\geq 0} gilt, ist wichtig.
In der Tat gilt der Mittelwertsatz für Funktionen {\displaystyle g} ohne diese Bedingung im Allgemeinen nicht, wie das folgende Beispiel zeigt: Für {\displaystyle [a,b]=[-1,1]} und {\displaystyle f(x)=g(x)=x} ist
{\displaystyle \int \limits _{a}^{b}f(x)\cdot g(x)\mathrm {d} x={\tfrac {2}{3}}},
jedoch
{\displaystyle f(\xi )\cdot \int \limits _{a}^{b}g(x)\mathrm {d} x=0} für alle {\displaystyle \xi \in [a,b]}.

## Zweiter Mittelwertsatz der Integralrechnung
Seien {\displaystyle f,g\colon [a,b]\to \mathbb {R} } Funktionen, {\displaystyle f} monoton und {\displaystyle g} stetig. Dann existiert ein {\displaystyle \xi \in [a,b]}, so dass
{\displaystyle \int \limits _{a}^{b}{f(x)g(x)dx}=f(a)\int \limits _{a}^{\xi }{g(x)dx}+f(b)\int \limits _{\xi }^{b}{g(x)dx}}.
Im Fall, dass {\displaystyle f} sogar stetig differenzierbar ist, kann man {\displaystyle \xi \in (a,b)} wählen. Der Beweis erfordert partielle Integration, den Fundamentalsatz der Analysis und den obigen Satz.

## Verallgemeinerung auf mehrdimensionale Integrale
Sei {\displaystyle K\subset \mathbb {R} ^{n}} kompakt und wegzusammenhängend {\displaystyle f\in C^{0}(K;\mathbb {R} ),g\in L^{1}(K;\mathbb {R} )} mit {\displaystyle g\geq 0} (oder {\displaystyle g\leq 0}) fast überall. Dann existiert ein {\displaystyle \xi \in K}, so dass
{\displaystyle \int _{K}f(x)g(x)\,\mathrm {d} x=f(\xi )\int _{K}g(x)\,\mathrm {d} x}.
Die Integrale werden hierbei als Lebesgue-Integral aufgefasst, können jedoch auch als mehrdimensionale Riemann-Integrale aufgefasst werden, falls {\displaystyle g} stetig ist. Da {\displaystyle C^{0}(K;\mathbb {R} )\subset L^{\infty }(K;\mathbb {R} )} für {\displaystyle K} kompakt, gilt {\displaystyle f\in L^{\infty }(K;\mathbb {R} )} und nach der Hölder-Ungleichung auch {\displaystyle fg\in L^{1}(K;\mathbb {R} )}, womit auch das Integral auf der linken Seite wohldefiniert ist.
Der Beweis läuft ähnlich zum oben angegebenen Beweis in einer Dimension. Dabei gilt aufgrund der Monotonie des Integrals analog zu (1)
{\displaystyle m\int _{K}g(x)\,\mathrm {d} x\leq \int _{K}f(x)g(x)\,\mathrm {d} x\leq M\int _{K}g(x)\,\mathrm {d} x} (2)
mit {\displaystyle m=\min _{x\in K}f(x)} und {\displaystyle M=\max _{x\in K}f(x)}, welche beide existieren wegen {\displaystyle K} kompakt und {\displaystyle f} stetig. Der Fall {\displaystyle I:=\int _{K}g(x)\,\mathrm {d} x=0} ist wieder trivial mit {\displaystyle \xi \in K} beliebig. Ist {\displaystyle I\neq 0} so muss wiederum ein Wert {\displaystyle \xi \in K} gefunden werden mit {\displaystyle f(\xi )={\frac {1}{I}}\int _{K}f(x)g(x)\,\mathrm {d} x}. Seien hierzu {\displaystyle x_{m},x_{M}\in K} mit {\displaystyle m=f(x_{m})} und {\displaystyle M=f(x_{M})}, sowie {\displaystyle \gamma :[0,1]\mapsto K} ein Weg in {\displaystyle K} mit {\displaystyle \gamma (0)=x_{m}} und {\displaystyle \gamma (1)=x_{M}}. Dann ist {\displaystyle h=f\circ \gamma :[0,1]\mapsto \mathbb {R} } eine stetige Funktion mit {\displaystyle m=h(0)\leq h(t)\leq M=h(1)} für alle {\displaystyle t\in [0,1]}. Nach dem Zwischenwertsatz und Ungleichung (2) gibt es ein {\displaystyle {\hat {t}}\in [0,1]} mit
{\displaystyle h({\hat {t}})=f(\gamma ({\hat {t}}))={\frac {1}{I}}\int _{K}f(x)g(x)\,\mathrm {d} x\in [m,M]},
womit {\displaystyle \xi =\gamma ({\hat {t}})\in K} ein möglicher Zwischenwert ist.
Man kann sich anhand einfacher (eindimensionaler) Gegenbeispiele klarmachen, dass {\displaystyle K} zusammenhängend eine notwendige Voraussetzung ist. Die Annahmen {\displaystyle K} kompakt und {\displaystyle f} stetig stellen in erster Linie die Integrierbarkeit von {\displaystyle fg} und die Beschränktheit von {\displaystyle f} sicher.